# Dalila
Dalila nebo též Delila (také časté v anglické variantě Delilah) je ženské rodné jméno.

## Původ a význam

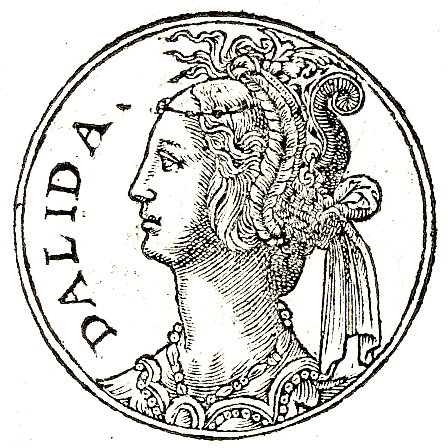
Delíla - biblická postava

Jméno má hebrejský původ, znamená něžná, jemná, štíhlá. Ve Starém zákoně Delíla byla Samsonova láska, která ho zradila, když mu ustřihla vlasy, které byly zdrojem jeho síly. Jako jméno se začalo používat v 17. století.

## Známé nositelky jména
- Delíla – biblická postava
- Delila Hatuelová – izraelská fleretistka
- Dalila Jakupovićová – slovinská tenistka
- Dalilah Muhammadová – americká atletka
- Delilah DiCrescenzo - americká běžkyně, o které je píseň Hey There Delilah od Plain White T's[2]